# Memoriał Edwarda Jancarza 2009
PGE Speedway Cup 2009 XII Memoriał Edwarda Jancarza – 12. edycja zawodów żużlowych upamiętniających legendę gorzowskiej Stali - Edwarda Jancarza. Zawody pierwszy raz były rozgrywane w formie turnieju parowego. Zwyciężyła para Stali: Rune Holta i Tomas H. Jonasson.

## Wyniki
- Gorzów Wlkp., 9 sierpnia 2009
- Sędzia: Ryszard Bryła
- Widzów: 8400

| Miejsce | Kluby                                                   | Suma | Zawodnicy                                          | Punkty                                          |
| ------- | ------------------------------------------------------- | ---- | -------------------------------------------------- | ----------------------------------------------- |
| złoto   | Caelum-Stal Gorzów Wlkp.                                | 23   | Rune Holta Tomas H. Jonasson                       | 15 (3,3,3,2,1,3) 8 (2,2,1,1,2,0)                |
| srebro  | Cognor-Włókniarz Częstochowa / Caelum-Stal Gorzów Wlkp. | 21   | Nicki Pedersen Paweł Zmarzlik                      | 15 (1,3,2,3,3,3) 6 (0,1,1,1,2,1)                |
| brąz    | Unia Leszno                                             | 20   | Jarosław Hampel Przemysław Pawlicki                | 16 (3,3,3,2,3,2) 4 (0,0,0,1,0,3)                |
| 4       | Polonia Bydgoszcz / Unibax Toruń                        | 19   | Andreas Jonsson Matěj Kůs                          | 14 (1,3,2,3,3,2) 5 (0,2,3,0,0,d)                |
| 5-6     | Atlas Wrocław                                           | 18   | Jason Crump Maciej Janowski                        | 10 (2,2,t,2,2,2) 8 (1,0,3,3,1,0)                |
| 5-6     | Cognor-Włókniarz Częstochowa                            | 18   | Greg Hancock Tai Woffinden                         | 10 (2,1,0,2,2,3) 8 (3,2,1,d,1,1)                |
| 7       | Lotos-Wybrzeże Gdańsk / Caelum-Stal Gorzów Wlkp.        | 7    | Adam Skórnicki Martin Vaculík Adrian Szewczykowski | 4 (0,0,2,0,1,1) 2 (1,1,u,–,–,–) 1 (–,–,–,1,0,0) |

### Wyścig po wyścigu
1. Holta, Jonasson, Jonsson, Kůs
2. Woffinden, Hancock, Vaculík, Skórnicki
3. Hampel, Crump, Janowski, Pawlicki
4. Holta, Jonasson, Pedersen, Zmarzlik
5. Jonsson, Kůs, Vaculík, Skórnicki
6. Hampel, Woffinden, Hancock, Pawlicki
7. Pedersen, Crump, Zmarzlik, Janowski
8. Holta, Skórnicki, Jonasson, Vaculík (u/ns)
9. Kůs, Jonsson, Woffinden, Hancock
10. Hampel, Pedersen, Zmarzlik, Pawlicki
11. Janowski, Holta, Jonasson, Szewczykowski (Crump - t)
12. Jonsson, Hampel, Pawlicki, Kůs
13. Janowski, Crump, Szewczykowski, Skórnicki
14. Pedersen, Hancock, Zmarzlik, Woffinden (d4)
15. Hampel, Jonasson, Holta, Pawlicki
16. Jonsson, Crump, Janowski, Kůs
17. Pedersen, Zmarzlik, Skórnicki, Szewczykowski
18. Holta, Hancock, Woffinden, Jonasson
19. Pedersen, Jonsson, Zmarzlik, Kůs (d4)
20. Pawlicki, Hampel, Skórnicki, Szewczykowski
21. Hancock, Crump, Woffinden, Janowski